# Autostrada A8 (Holandia)
Autostrada w Holandii długości 10,8 km. W całości znajduje się w prowincji Holandia Północna. Zaczyna się na węźle z autostradą A10, kończy się na skrzyżowaniu z drogą N246. Planowano wydłużenie autostrady i połączenia jej z A9, lecz z powodu kryzysu paliwowego w 1974 roku przerwano prace.